# Porcellio atlantidum
Porcellio atlantidum is een pissebed uit de familie Porcellionidae. De wetenschappelijke naam van de soort is voor het eerst geldig gepubliceerd in 1939 door Paulian de Felice.